# Vijay Pandharipande
Vijay Raghunath Pandharipande (* 7. August 1940 in Nagpur, Indien; † 3. Januar 2006 in Boston) war ein indisch-US-amerikanischer theoretischer Kernphysiker.

## Leben
Pandharipande studierte an der Universität von Nagpur (Bachelor 1959, Master 1961). Danach war er am Tata Institute of Fundamental Research und promovierte gleichzeitig 1969 an der Universität Bombay. Als Post-Doc war er 1969 bis 1971 am Niels-Bohr-Institut in Kopenhagen und an der Cornell University bei Hans Bethe. 1972 ging er als Research Associate an die University of Illinois at Urbana-Champaign, wo er 1973 Assistant Professor, 1974 Associate Professor und 1977 Professor wurde. Er war Mitglied des Center for Advanced Study der Universität. Ab 1983 war er außerdem am Argonne National Laboratory.
Pandharipande war ein international anerkannter Experte für kernphysikalische Vielteilchentheorie, der ein Programm verfolgte, mit von ihm entwickelten Monte-Carlo-Verfahren mit Variationsansatz systematisch Eigenschaften leichter Kerne aus realistischen Zwei- und Dreinukleonenkräften abzuleiten. Er verfolgte auch Anwendungen auf Neutronensterne und untersuchte auch andere Quantenflüssigkeiten wie flüssiges Helium.
Er war Fellow der American Physical Society und der Indian Physical Society. 1999 erhielt er den Tom-W.-Bonner-Preis für Kernphysik. 1991 bis 1994 war er Mitherausgeber von Physical Review C und war außerdem einer der Herausgeber des Journal of Physics G und von Nuclear Physics.
Er war seit 1966 verheiratet und hatte einen Sohn Rahul Pandharipande und eine Tochter.
Zu seinen Studenten zählen Joseph Carlson, Robert B. Wiringa.

## Schriften
- mit Wiringa: Variations on a theme of nuclear matter. In: Rev.Mod.Phys., Band 51, 1979, S. 821
- mit Ingo Sick, De Witt Huberts: Independent particle motion and correlations in Fermi systems. In: Reviews of Modern Physics, 1997, S. 981
- Bertsch, Negele, Friar, Pandharipande, D. Mueller: Nuclear theory – the last 5 years, white paper. 1995, arxiv:nucl-th/9502035
- mit O. Benhar, Steven C. Pieper: Electron scattering studies of correlations in nuclei. In: Rev.Mod.Phys., Band 65, 1993, S. 817–828